# Alfred Malmström (1821–1888)
Thure Alfred Malmström (i riksdagen kallad Malmström i Vissefjärda), född 18 augusti 1821 i Ronneby, död 24 mars 1888 i Vissefjärda församling i Kalmar län, var en svensk handlare, godsägare och politiker. Han var far till Alfred Malmström.
Alfred Malmström var ledamot av riksdagens första kammare 1884–1886 för Kalmar läns södra.. Han ägde Kyrkeby gård strax utanför Vissefjärda, med bland annat Kyrkeby bränneri.